# Juchitepec
Juchitepec est une municipalité de l'État de Mexico, au Mexique. Elle couvre une superficie de 149,56 km2 et compte 25 436 habitants en 2015.